# 威瑪文化

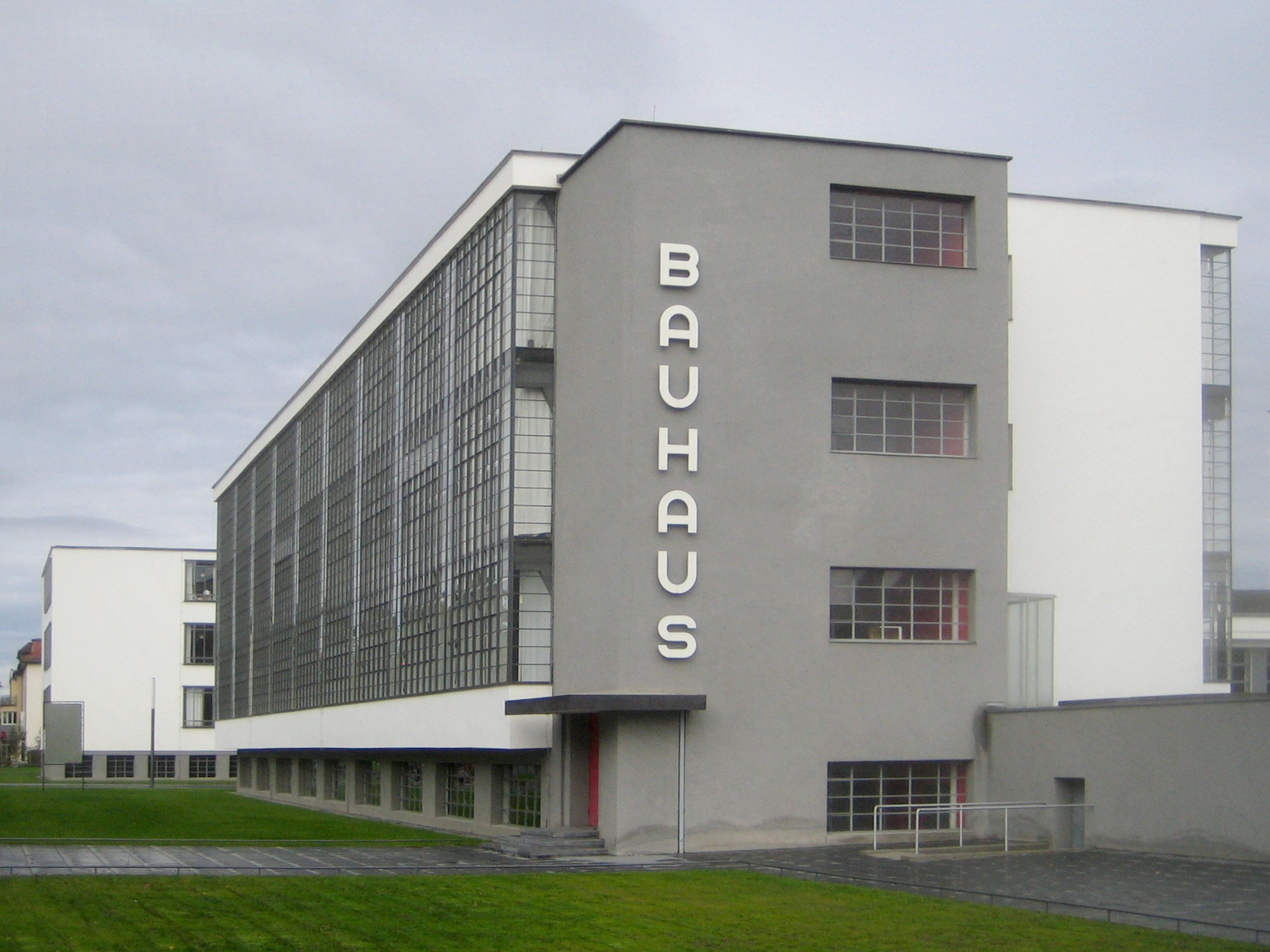
包浩斯

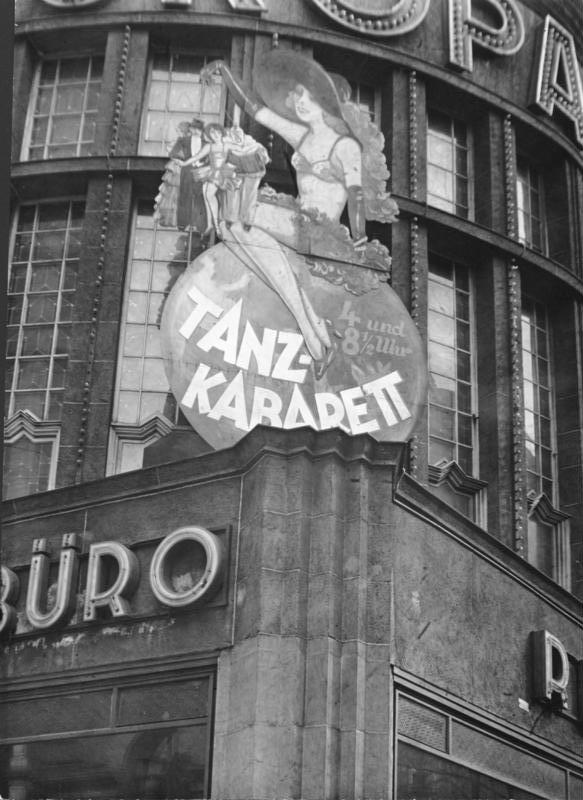
柏林的劇場（1931年）

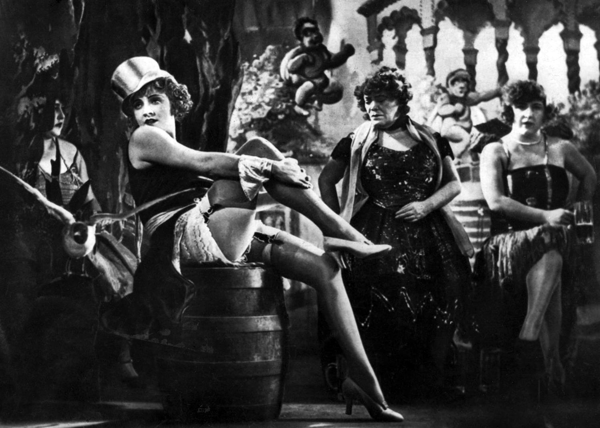
藍天使（1930）由约瑟夫·冯·斯坦伯格執導。

威瑪文化（Weimar culture）是威瑪共和期（1918年第一次世界大戰終結至1933年希特勒政權成立）在德國產生的諸文化。

## 概要
當時的德國是文學、哲學及藝術的先進國，特別是1920年代的柏林是威瑪文化的中心。威瑪文化相較於傳統的德國文化，擁有強烈的現代主義、世界主義的性格。
德國的知識環境可見重要的新展開，1918年，國內的大學首度對猶太人學者敞開門戶，例如愛因斯坦、卡爾·曼海姆等。猶太人在諸分野扮演重要的角色。
但是，這些文化被納粹黨視為「頹廢的」。1933年，伴隨著希特勒政權成立，這些頹廢文化的領導者只能選擇迎合，否則遭受迫害或被迫流亡海外，例如美國、英國等。

## 關連項目
- 頹廢藝術

## 脚注
1. 1 2  Finney (2008)
2. ↑  Letter （页面存档备份，存于） from Guy Debord To the Spur group, 28 April 1962
3. ↑  Daniele Luttazzi (2009) La guerra civile fredda, p.122